# منوچهر بهارلو
منوچهر بهارلو سیاست‌مدار ایرانی بود، که در دوره بیست و چهارم مجلس شورای ملی بعنوان نماینده داراب از استان فارس در مجلس شورای ملی حضور داشت.